# Geryonia proboscidalis
Geryonia proboscidalis is een hydroïdpoliep uit de familie Geryoniidae. De poliep komt uit het geslacht Geryonia. Geryonia proboscidalis werd in 1775 voor het eerst - postuum - wetenschappelijk beschreven door Peter Forsskål.
Forsskål beschreef deze hydroïdpoliep onder de naam Medusa proboscidalis. Johann Friedrich Eschscholtz plaatste ze in 1829 in het geslacht Geryonia.
De soort komt voor in de Middellandse Zee en (sub)tropische zeeën. In de Middellandse Zee is de soort talrijker en zijn de poliepen groter dan in andere delen van de wereld. De diameter van een poliep kan tot 80 mm zijn, terwijl in Florida en de Bahamas zelden exemplaren van meer dan 50 mm diameter worden aangetroffen.
De volwassen poliep heeft zes lange, holle primaire tentakels afgewisseld met zes korte, stijvere tentakels die makkelijk afbreken. De doorzichtige bel van de poliep is bijna een halve bol, met een diameter van 35 tot 80 mm. De dichte, gelatineuze pedunculus ("stengel") is kegel- tot trompetvormig en ongeveer even lang als de diameter van de bel. Spieren vormen zes banden langs de pedunculus en laten toe van die heen en weer te bewegen of samen te trekken.